# Bärbel Koribalski

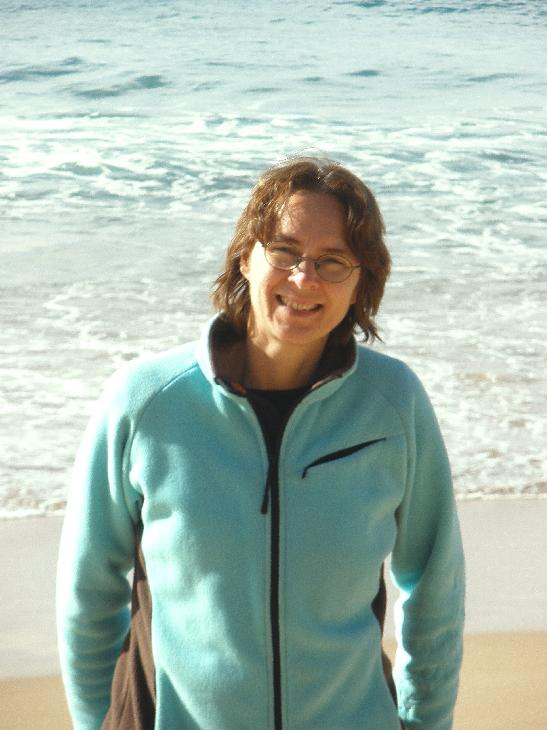
Bärbel Koribalski (2010)

Bärbel Silvia Koribalski (* 1964 in Wuppertal) ist eine deutsche Astronomin, die in Sydney lebt. Sie arbeitet am CSIRO's Australia Telescope National Facility (ATNF), Teil des CSIRO's Astronomy & Space Science (CASS). Sie befasst sich mit der Entstehung von Galaxien. Sie studierte und promovierte an der Universität Bonn. 1993 erhielt sie die Otto-Hahn-Medaille.

## Veröffentlichungen
- Bärbel Koribalski's publications